# Протагонист
Протагони́ст (греч. πρωταγωνιστής: πρῶτος «первый» + ἀγωνίζομαι «состязаюсь», ἀγωνιστής «борец») — главный герой, центральное действующее лицо, актёр, играющий главную роль в произведении и так далее. Противопоставляется антагонисту.
Впервые введён в действие трагедии в 534 году до н. э., когда в Афинах выступил со своим хором «отец аттической трагедии» Феспис.
В более общем смысле, протагонистом часто называют главного героя сюжета литературного произведения, компьютерной игры или фильма. Протагонист не всегда бывает положительным героем: существует также антигерой, то есть протагонист с отрицательными чертами.

## Ложный протагонист
В 1960 году на киноэкраны вышли фильмы «Психо» и «Приключение», шокировавшие зрителей внезапным исчезновением главного героя в начале фильма. Подобный персонаж может быть определён как «ложный протагонист».